# Escudo portugalskie

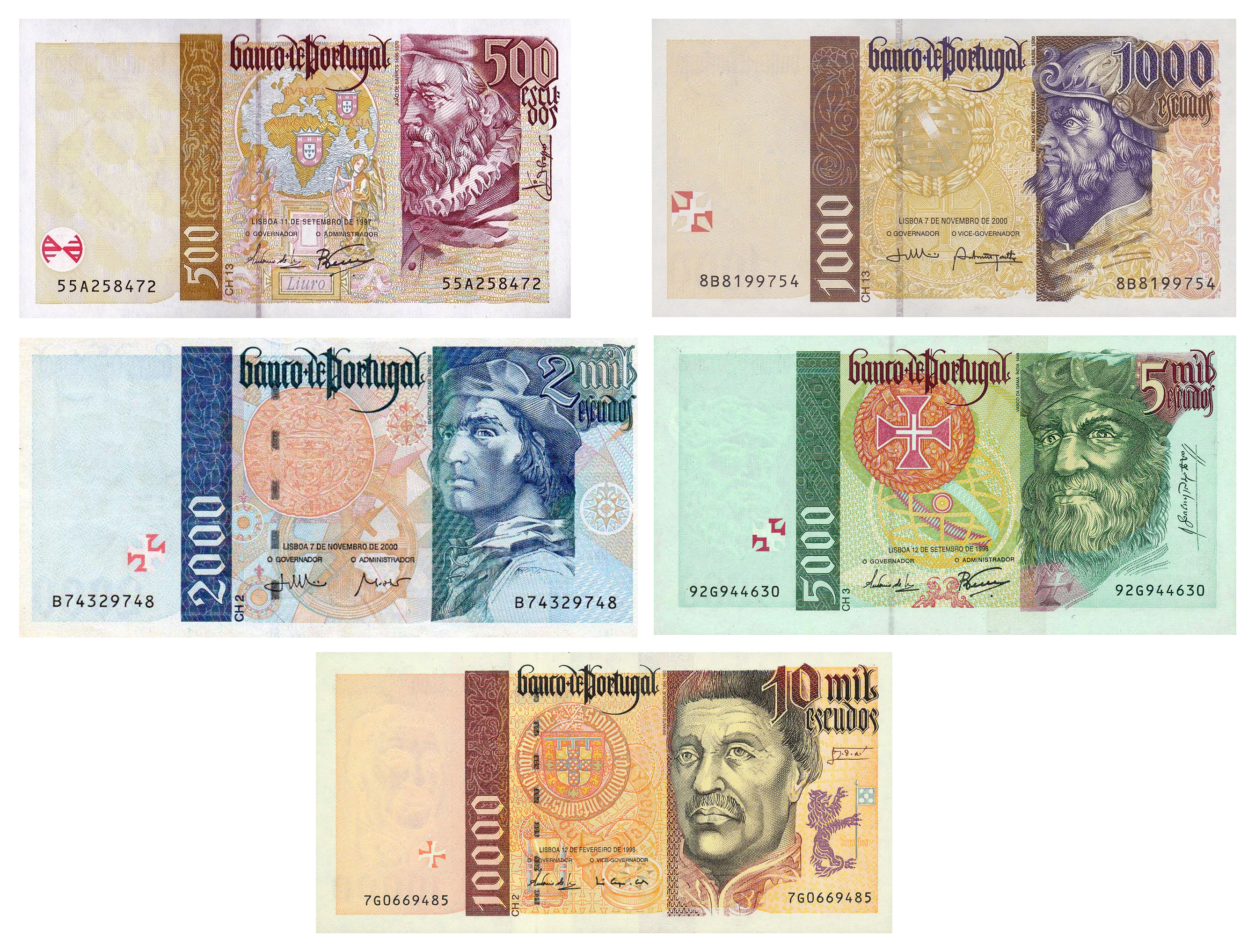
Banknoty escudo

Escudo portugalskie – była waluta narodowa Portugalii, w 2002 r. zastąpiona przez euro. 

## Historia
Escudo zostało wprowadzone w 1911 r., w celu zastąpienia reala. Kurs wymiany reala na escudo wynosił wtedy 1000 reali za jedno escudo. Określenie mil réis (port. tysiąc reali) stało się potocznym określeniem tej waluty aż do lat dziewięćdziesiątych. Escudo to po portugalsku „Tarcza”.
Początkowo escudo było powiązane z funtem szterlingiem i było warte 4,5 escudo za jednego funta. Po 1914 roku wartość escudo spadała, by osiągnąć w 1931 wartość 110 za jednego funta. W 1940 escudo zostało powiązane z dolarem amerykańskim. Ustalono kurs na 27,5 escudo za jednego dolara. Wartość ta osiągnęła 28,75 w 1949 r.
Inflacja sprawiła, że drobne monety, centavos, zaczęły być coraz mniej warte. W konsekwencji zostały one wycofane z obiegu.
Escudo zostało zastąpione przez euro w 2002 r. Mimo to szacuje się, że Portugalczycy nadal posiadają ponad 20 milionów banknotów escudo, co stanowi równowartość 150 milionów euro.